# Museo Central Romano-Germánico
El Museo Central Romano-Germánico Instituto de Investigación Arqueológica (en alemán: Römisch-Germanisches Zentralmuseum Forschungsinstitut für Archäologie, abreviado: RGZM) está en el centro histórico de Maguncia, Alemania, el antiguo Mogontiacum en la provincia romana Germania Superior. Es a la vez un instituto de investigación y un museo de arqueología. Desde su creación en 1852 se ha convertido en una institución de investigación global. Es miembro de la Leibniz-Gemeinschaft.
Este museo es señalado por tener expuesta en su colección permanente más de un centenar de piezas celtibéricas procedentes del expolio de diferentes yacimientos arqueológicos españoles de la sierra del Moncayo.